# Riera de Sorreigs
La Riera de Sorreigs és un curs d'aigua de la província de Barcelona; pertany als partits judicials de Berga i Vic.

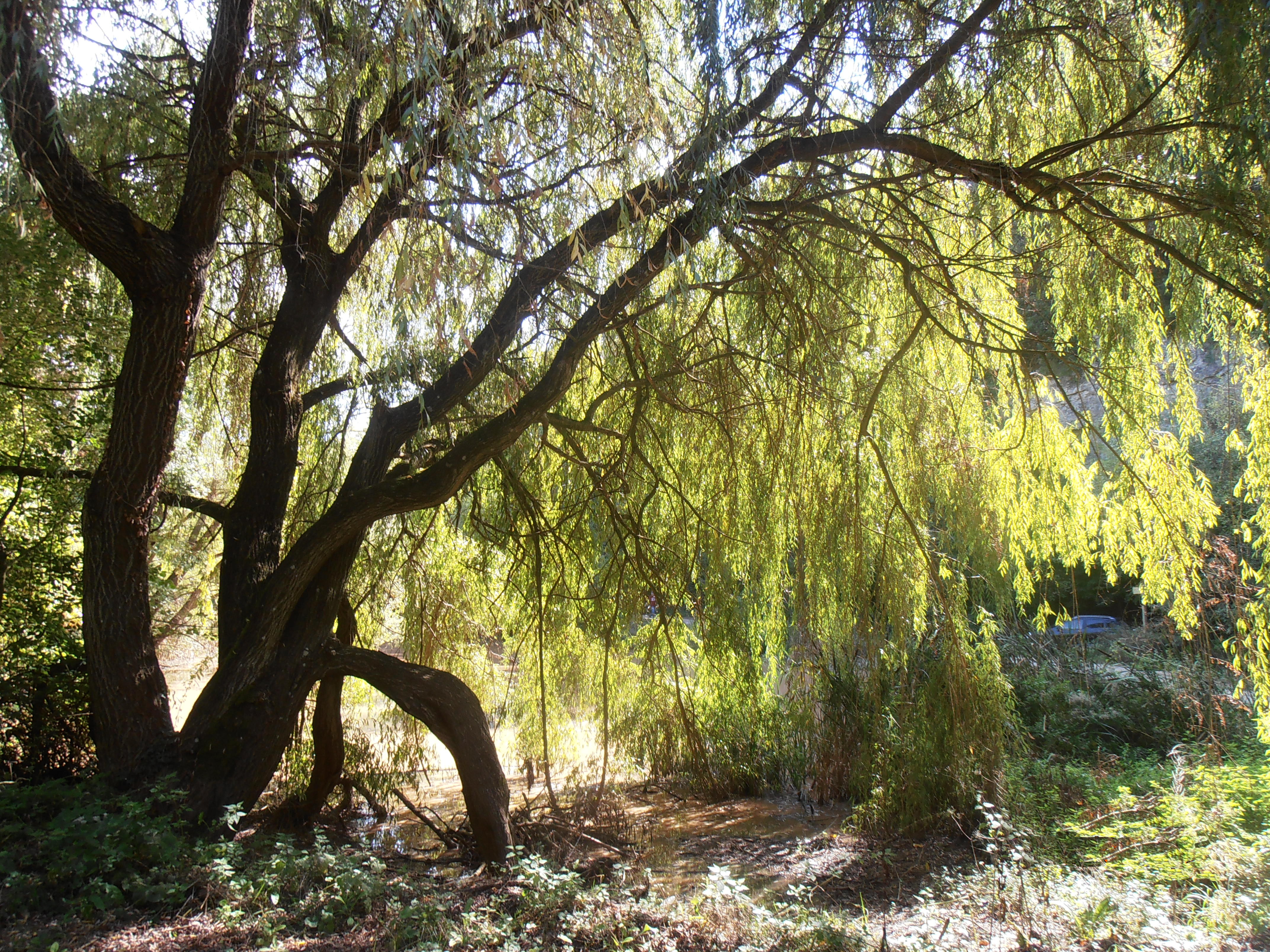
Racó bucòlic del petit embassament a la riera de Sorreigs

Neix al terme de Sant Boi de Lluçanès, a la subcomarca del Lluçanès i forma dos saltants d'aigua, una de les quals dona nom al Gorg Negre; avança per la vall del terme de Santa Cecília de Voltregà, L'inici de la vall, en el seu sector oest es troba encaixat entre els cimals de la Tuta i de Santa Perpètua (795 m) i la serra de Sant Martí Xic o del castell de Voltregà (854 m); a mesura que el riu avança cap a llevant, la seva vall es va ampliant, fins que troba la carretera de Barcelona a Puigcerdà, després continua direcció Est i va a desembocar per la dreta en el riu Ter, als voltants de Manlleu.
Un gran part de la vall de la riera és protegit com espai d'interès natural i fa part de la xarxa Natura 2000.